# Agau
Agau ist ein Loa (Geistwesen) im haitianischen Voodoo, das bisweilen auch als sehr gewalttätige und brutale Gottheit angesehen wird. Ihm werden Erdbeben und furchterregende, an Sturm erinnernde Geräusche zugeschrieben. Aus Sicht des Voodoo sind Erdbeben die Folge des Ärgers von Agau.
Die von Agau verursachte Trance gilt als lebensgefährlich. Von Agau Besessene sollen versuchen, die Geräusche von Erdbeben und Donner nachzuahmen. Von Agau besessene Personen sollen wiederholt äußern: „Ich bin es, der der Schütze Gottes ist. Wenn ich brülle, erzittert die Erde“. Sie sollen wie Seehunde schnauben und zischen. Nur sehr starke Persönlichkeiten gelten als fähig, dieses Geistwesen in ihren Körpern zu beherbergen.
Zerstörerisch wirkende Loa werden im Pantheon des Voodoo der Nachon Petro zugerechnet.